# Neil Aspinall
Neil Stanley Aspinall (13 tháng 10 năm 1941 – 24 tháng 3 năm 2008) là một nhà quản lý âm nhạc người Anh. Từng là bạn học cùng trường với Paul McCartney và George Harrison, ông sau này đứng đầu công ty Apple Corps của The Beatles.
Aspinall ban đầu là người lái xe và trợ lý riêng của ban nhạc, bao gồm cả việc lái chiếc xe Commer cũ của họ tới trước và sau mỗi buổi diễn, cả sáng lẫn tối. Sau khi Mal Evans bắt đầu làm việc cho The Beatles, Aspinall chỉ còn làm trợ lý rồi sau đó trở thành giám đốc điều hành công ty chung của họ, Apple Corps.
Trong vai trò đại diện của Apple Corps., Aspinall là người đứng trước tòa trong các vụ tranh tụng với Allen Klein, EMI, và Apple Computer. Ông phụ trách mảng marketing nhạc, video và phụ phẩm, rồi cả đạo diễn cho hãng Standby Films ở nơi ông sống, Twickenham, London. Ngày 10 tháng 4 năm 2007, Aspinall tuyên bố nghỉ hưu. Ông qua đời vì ung thư phổi vào năm 2008 ở New York.